# ザ・プレーヤーズ・チャンピオンシップ
ザ・プレーヤーズ・チャンピオンシップ（THE PLAYERS Championship）は、アメリカPGAツアーのゴルフトーナメントの1つである。PGAツアーの旗艦大会であり、賞金総額は世界最高額の2500万ドル、優勝者には賞金450万ドルに加え、フェデックスカップポイント750点が加算される。2006年までは毎年3月下旬に開催され、2007年から5月中旬の開催に変更されたが、2019年から3月開催に戻った。

## 概要
1974年に「トーナメント・プレーヤーズ・チャンピオンシップ」（Tournament Players Championship）としてスタートした。マスターズ・全米オープン・全英オープン・全米プロゴルフに次ぐ“第5のメジャー大会”と呼ばれており、優勝者に与えられるツアーシード権（5年間）はマスターズ、全英オープンよりも上位に設定されている。
開催会場は、1982年よりアメリカ・フロリダ州にある「ザ・プレーヤーズ・クラブ・オブ・ソーグラス」（TPC of Sawgrass）である。このコースは、アメリカでも最も難しいゴルフコースの1つに数えられている。特に17番ホール（パー3）の「アイランド・グリーン」（Island Green）は、グリーンの周りが池に囲まれている「浮き島グリーン」であるため、第1打（ティーショット）を失敗して池に入れる選手が多い難ホールとして有名である。
なお、この大会のプレーオフは3ホールのストロークプレーで行われる。2013年まではサドンデスにより行われていた。

## 出場資格
本大会の出場は144名である。
1. 前年プレーヤーズ選手権翌週から当年開催前週までのPGAツアー競技優勝者
2. 前年度フェデックスカップポイント上位125名
3. 公傷制度を認定かつ現時点でのフェデックスカップポイント125位以内の者
4. 過去5年のマスターズ・全米OP・全英OP・全米プロ選手権優勝者
5. 過去5年間のプレイヤーズチャンピオンシップ優勝者
6. 過去3年間のザ・ツアーチャンピオンシップ優勝者
7. 過去3年間のメモリアル・トーナメント、アーノルド・パーマー・インビテーショナルおよびジェネシス・インビテーショナルの優勝者
8. ワールドゴルフランキング上位50名
9. 前年度シニア・プレーヤーズ選手権優勝者
10. 前年度コーン・フェリーツアー賞金ランク首位
11. 前年度コーン・フェリーツアー・ファイナルズランク首位
12. 現時点でのフェデックスカップポイントランク上位

## 歴史
ザ・プレーヤーズ選手権は1974年に当時のコミッショナーディーン・ビーマン氏の企画でアトランタカントリークラブで9月に開催された。翌年は8月にコロニアルCC、76年は2月にインヴァラリーCCで開催されそれぞれアトランタ・クラシック、コロニアル・ナショナル・インビテーショナル、ジャッキー・グリーソン＝インヴァラリー・クラシックに代わって開催されたという。
1977年からソーグラスCCで5年間開催後 、82年から現在のTPCソーグラススタジアムコースで行うようになります。
2020年大会は松山英樹が初日でトップ発進したものの、新型コロナウイルスの影響で打ち切り。2024年大会は50回記念大会となった。

### 5月に移動
プレーヤーズ選手権は77年からほぼ3月中旬から下旬の開催であり、マスターズの数週間前（77年から82年は3週間、83年以降は2週間）に開催されている。しかし同大会とマスターズに続けて優勝した選手がいなかったことから、「プレーヤーズ選手権の優勝者はマスターズに勝てない」というジンクスが語られてきた。2001年にタイガー・ウッズがこのジンクスを覆したが、その後はこの両大会に連覇した選手はいなかった。2007年から最終日を5月第2日曜日の母の日に設定したが、2017年、19年のツアー選手権8月開催移動に伴い元の3月に戻った。

## 歴代優勝者
| 開催年                          | 優勝者                       | スコア                   | パー                     | 2位との差                | 2位（タイ）                                                                   | 賞金総額 ($)             | 優勝賞金 ($)             |                          |
| The Players Championship        | The Players Championship     | The Players Championship | The Players Championship | The Players Championship | The Players Championship                                                      | The Players Championship | The Players Championship | The Players Championship |
| ------------------------------- | ---------------------------- | ------------------------ | ------------------------ | ------------------------ | ----------------------------------------------------------------------------- | ------------------------ | ------------------------ | ------------------------ |
| 2025                            | ローリー・マキロイ (2)       | 276                      | −12                      | プレーオフ               | J. J. Spaun                                                                   | 25,000,000               | 4,500,000                |                          |
| 2024                            | スコッティ・シェフラー (2)   | 268                      | −20                      | 1打差                    | ウィンダム・クラーク ブライアン・ハーマン ザンダー・シャウフェレ              | 25,000,000               | 4,500,000                |                          |
| 2023                            | スコッティ・シェフラー       | 271                      | −17                      | 5 strokes                | Tyrrell Hatton                                                                | 25,000,000               | 4,500,000                |                          |
| 2022                            | キャメロン・スミス           | 275                      | −13                      | 1 stroke                 | Anirban Lahiri                                                                | 3,600,000                | 20,000,000               |                          |
| 2021                            | ジャスティン・トーマス       | 274                      | −14                      | 1 stroke                 | リー・ウエストウッド                                                          | 2,700,000                | 15,000,000               |                          |
| 2020                            | 競技不成立                   | 競技不成立               | 競技不成立               | 競技不成立               | 競技不成立                                                                    | 2,700,000                | 15,000,000               |                          |
| 2019                            | ローリー・マキロイ           | 272                      | −16                      | 1 stroke                 | ジム・フューリク                                                              | 2,250,000                | 12,500,000               |                          |
| 2018                            | ウェブ・シンプソン           | 270                      | −18                      | 4打差                    | ザンダー・シャウフェレ シャール・シュワーツェル ジミー・ウォーカー            | 1,980,000                | 11,000,000               |                          |
| 2017                            | キム・シウ                   | 278                      | −10                      | 3打差                    | イアン・ポールター ルイ・ウェストヘーゼン                                     | 1,890,000                | 10,500,000               |                          |
| 2016                            | ジェイソン・デイ             | 273                      | −15                      | 4打差                    | ケビン・チャッペル                                                            | 1,890,000                | 10,500,000               |                          |
| 2015                            | リッキー・ファウラー         | 276                      | −12                      | Playoff                  | セルヒオ・ガルシア ケビン・キスナー                                           | 1,800,000                | 10,000,000               |                          |
| 2014                            | マルティン・カイマー         | 275                      | –13                      | 1打差                    | ジム・フューリク                                                              | 1,800,000                | 10,000,000               |                          |
| 2013                            | タイガー・ウッズ (2)         | 275                      | –13                      | 2打差                    | ダビド・リングメルト ジェフ・マガート ケビン・スティールマン                  | 1,710,000                | 9,500,000                |                          |
| 2012                            | マット・クーチャー           | 275                      | –13                      | 2打差                    | ベン・カーティス リッキー・ファウラー ザック・ジョンソン マーティン・レアード | 1,710,000                | 9,500,000                |                          |
| 2011                            | 崔京周                       | 275                      | –13                      | Playoff                  | デビッド・トムズ                                                              | 1,710,000                | 9,500,000                |                          |
| 2010                            | ティム・クラーク             | 272                      | –16                      | 1打差                    | ロバート・アレンビー                                                          | 1,710,000                | 9,500,000                |                          |
| 2009                            | ヘンリク・ステンソン         | 276                      | –12                      | 4打差                    | イアン・ポールター                                                            | 1,710,000                | 9,500,000                |                          |
| 2008                            | セルヒオ・ガルシア           | 283                      | –5                       | Playoff                  | ポール・ゴイドス                                                              | 1,710,000                | 9,500,000                |                          |
| 2007                            | フィル・ミケルソン           | 277                      | –11                      | 2打差                    | セルヒオ・ガルシア                                                            | 1,620,000                | 9,000,000                |                          |
| 2006                            | スティーブン・エイムス       | 274                      | –14                      | 6打差                    | レティーフ・グーセン                                                          | 1,440,000                | 8,000,000                |                          |
| 2005                            | フレッド・ファンク           | 279                      | –9                       | 1打差                    | ルーク・ドナルド トム・レーマン スコット・バープランク                        | 1,440,000                | 8,000,000                |                          |
| 2004                            | アダム・スコット             | 276                      | –12                      | 1打差                    | パドレイグ・ハリントン                                                        | 1,440,000                | 8,000,000                |                          |
| 2003                            | デービス・ラブ3世 (2)        | 271                      | −17                      | 6打差                    | ジェイ・ハース パドレイグ・ハリントン                                         | 1,170,000                | 6,500,000                |                          |
| 2002                            | クレイグ・パークス           | 280                      | –8                       | 2打差                    | スティーブン・エイムズ                                                        | 1,080,000                | 6,000,000                |                          |
| 2001                            | タイガー・ウッズ             | 274                      | –14                      | 1打差                    | ビジェイ・シン                                                                | 1,080,000                | 6,000,000                |                          |
| 2000                            | ハル・サットン (2)           | 278                      | −10                      | 1打差                    | タイガー・ウッズ                                                              | 1,080,000                | 6,000,000                |                          |
| 1999                            | デビッド・デュバル           | 285                      | −3                       | 2打差                    | スコット・ガンプ                                                              | 900,000                  | 5,000,000                |                          |
| 1998                            | ジャスティン・レナード       | 278                      | −10                      | 2打差                    | グレン・デイ トム・レーマン                                                   | 720,000                  | 4,000,000                |                          |
| 1997                            | スティーブ・エルキントン (2) | 272                      | −16                      | 7打差                    | スコット・ホーク                                                              | 630,000                  | 3,500,000                |                          |
| 1996                            | フレッド・カプルス (2)       | 270                      | −18                      | 4打差                    | コリン・モンゴメリー トミー・トールズ                                         | 630,000                  | 3,500,000                |                          |
| 1995                            | リー・ジャンセン             | 283                      | –5                       | 1打差                    | ベルンハルト・ランガー                                                        | 540,000                  | 3,000,000                |                          |
| 1994                            | グレグ・ノーマン             | 264                      | −24                      | 4打差                    | ファジー・ゼラー                                                              | 450,000                  | 2,500,000                |                          |
| 1993                            | ニック・プライス             | 270                      | –18                      | 5打差                    | ベルンハルト・ランガー                                                        | 450,000                  | 2,500,000                |                          |
| 1992                            | デービス・ラブ3世            | 273                      | –15                      | 4打差                    | イアン・ベーカーフィンチ フィル・ブラックマー ニック・ファルド トム・ワトソン | 324,000                  | 1,800,000                |                          |
| 1991                            | スティーブ・エルキントン     | 276                      | –12                      | 1打差                    | ファジー・ゼラー                                                              | 288,000                  | 1,600,000                |                          |
| 1990                            | ジョディ・マッド             | 278                      | –10                      | 1打差                    | マーク・カルカベッキア                                                        | 270,000                  | 1,500,000                |                          |
| 1989                            | トム・カイト                 | 279                      | –9                       | 1打差                    | チップ・ベック                                                                | 243,000                  | 1,350,000                |                          |
| 1988                            | マーク・マッカンバー         | 273                      | –15                      | 4打差                    | マイク・リード                                                                | 225,000                  | 1,250,000                |                          |
| Tournament Players Championship |                              |                          |                          |                          |                                                                               |                          |                          |                          |
| 1987                            | サンディ・ライル             | 274                      | −14                      | Playoff                  | ジェフ・スルーマン                                                            | 180,000                  | 1,000,000                |                          |
| 1986                            | ジョン・マハフィー           | 275                      | –13                      | 1打差                    | ラリー・マイズ                                                                | 162,000                  | 900,000                  |                          |
| 1985                            | カルビン・ピート             | 274                      | −14                      | 3打差                    | D.A.ウェイブリング                                                            | 162,000                  | 900,000                  |                          |
| 1984                            | フレッド・カプルス           | 277                      | −11                      | 1打差                    | リー・トレビノ                                                                | 144,000                  | 800,000                  |                          |
| 1983                            | ハル・サットン               | 283                      | −5                       | 1打差                    | ボブ・イーストウッド                                                          | 126,000                  | 700,000                  |                          |
| 1982                            | ジェリー・ペイト             | 280                      | −8                       | 2打差                    | ブラッド・ブライアント スコット・シンプソン                                   | 90,000                   | 500,000                  |                          |
| 1981                            | レイモンド・フロイド         | 285                      | −3                       | Playoff                  | バリー・ジャッケル カーティス・ストレンジ                                     | 72,000                   | 400,000                  |                          |
| 1980                            | リー・トレビノ               | 278                      | −10                      | 1打差                    | ベン・クレンショー                                                            | 72,000                   | 400,000                  |                          |
| 1979                            | ラニー・ワドキンス           | 283                      | −5                       | 5打差                    | トム・ワトソン                                                                | 72,000                   | 400,000                  |                          |
| 1978                            | ジャック・ニクラス (3)       | 289                      | +1                       | 1打差                    | ルー・グラハム                                                                | 60,000                   | 300,000                  |                          |
| 1977                            | マーク・ヘイズ               | 289                      | +1                       | 2打差                    | Mike McCullough                                                               | 60,000                   | 300,000                  |                          |
| 1976                            | ジャック・ニクラス (2)       | 269                      | −19                      | 3打差                    | J.C.スニード                                                                  | 60,000                   | 300,000                  |                          |
| 1975                            | アル・ガイバーガー           | 270                      | −10                      | 3打差                    | デイブ・ストックトン                                                          | 50,000                   | 250,000                  |                          |
| 1974                            | ジャック・ニクラス           | 272                      | −16                      | 2打差                    | J.C.スニード                                                                  | 50,000                   | 250,000                  |                          |

Note: 緑は大会記録

Sources

## エピソード
1982年、開催会場がTPCソーグラスに決まった際に、あまりの難コースにクレームをつける選手が多かったが、ジェリー・ペイトが4日間通算8アンダーのスコアでコースを攻略して優勝。しかし、ペイトはコミッショナーのディーン・ビーマンとコースの設計者ピート・ダイを道連れにして、グリーンサイドの池に飛び込むパフォーマンスを見せた。